# Age of Pirates: Caribbean Tales
Age of Pirates: Caribbean Tales is een actierollenspel (ARPG), ontwikkeld door Akella en uitgegeven in september 2006 door Playlogic International. Akella had al eerder de spellen Sea Dogs, Age of Sail II en Pirates of the Caribbean gemaakt. Het vervolg is van dit spel is Age of Pirates 2: City of Abandoned Ships.

## Overzicht
Het spel speelt zich af in de 17e eeuw op en rond de Caribische Zee waar piraten kolonies aanvallen en goederen van kooplieden buitmaken.
De speler speelt als Beatrice of Blaze en houdt zich bezig met het verhandelen van goederen, het bestelen van kooplieden en het volbrengen van queesten. Ook kan de speler zijn of haar vloot uitbreiden en zeelieden en vechters inhuren, elk met hun eigen vaardigheden, om de schepen beter te beschermen tegen aanvallen. Mensen die bij een aanval gevangengenomen zijn, kunnen verhandeld worden op een slavenmarkt. Een ander onderdeel van het spel is het aanvallen en overnemen van kolonies. Een overgenomen kolonie kan ontwikkeld worden zodat het meer goederen gaat produceren en ook meer kolonisten aantrekt.
De wereld is verdeeld in 16 eilanden en het spel kent meer dan 16 verschillende schepen waarmee de speler de zeeën kan bevaren. Deze schepen kunnen ook verbeterd worden (met upgrades).
Het spel kent vier multiplayer spelmodi, namelijk Deathmatch, Team Deathmatch, Defend the Convoy en Capture the Fort.

## Ontvangst
| Beoordeeld door       | Datum            | Score |
| --------------------- | ---------------- | ----- |
| PC Gameplay (Benelux) | september 2006   | 73%   |
| PC Games (Duitsland)  | 28 augustus 2006 | 68%   |
| Game Vortex           | 2006             | 65%   |
| GamingTrend           | 2005             | 61%   |
| GotNext               | 5 november 2006  | 60%   |
| GamingExcellence      | 10 oktober 2006  | 59%   |
| Gry Onet              | 5 september 2006 | 50%   |
| Just Adventure        | 24 oktober 2006  | 50%   |
| Eurogamer.de          | 9 oktober 2006   | 50%   |
| JeuxVideoPC.com       | 5 oktober 2006   | 45%   |